# Jean Roger-Ducasse
Pour les articles homonymes, voir Roger et Ducasse.
 (août 2020).
Jean Jules Aimable Roger Ducasse, né le 18 avril 1873 à Bordeaux et mort le 19 juillet 1954 au Taillan-Médoc (Gironde) est un compositeur français.

## Biographie

### Enfance et premières années
Roger-Ducasse est né le 18 avril 1873 à Bordeaux, au 83 rue Fondaudège. Son père est assureur maritime. Il grandit au Taillan, près de Bordeaux, dans la propriété de Pichebouc. Il passe ses études primaires à l'École des Frères du Taillan, puis ses études secondaires à l'Institution Saint-Pierre de Bordeaux, rue Saint-Sernin. Il va à l'école de musique de la Société Sainte-Cécile, fondée en 1843 par Costard de Mézeray, au 124 rue de la Trésorerie. Cette Société deviendra plus tard le conservatoire de Bordeaux.
En 1889, son père meurt et il est obligé de prendre un emploi pour subvenir aux besoins de sa famille. En 1891, il réussit le concours du Conservatoire de Paris. Il s'installe alors rue Juliette-Lamber, dans le XVIIe arrondissement.
Il termine ses études au Conservatoire de Paris où il devient l’élève de Charles-Auguste de Bériot, de Émile Pessard, d’André Gedalge et de Gabriel Fauré, auprès de Maurice Ravel, Charles Koechlin, Florent Schmitt, Raoul Laparra et Georges Enesco, et dont il demeurera le disciple « préféré », en quelque sorte l’héritier spirituel et l’ami très cher. Il se lie aussi à Marie Fauré-Frémiet ainsi qu'aux enfants du couple, Emmanuel Fauré-Frémiet et Philippe Fauré-Frémiet.

### Premières compositions
Il fait jouer, à la Société Nationale de Musique, sa Petite suite pour piano en 1898 et Deux Rondels en 1899. En 1901, il tente le concours du Prix de Rome, mais il ne le remporte qu'en 1902 où il obtient le Premier Second Prix de Rome. Il le retente en 1903 mais ne le remporte pas. Son premier Quatuor à cordes, sa Romance pour violoncelle et piano, son Allegro appasionato et ses œuvres symphoniques traduisent sa personnalité.
En parallèle, Gabriel Fauré lui confie la réduction pour piano et chant de son Requiem op. 48, de son Pelléas et Mélisande op. 80 et la révision du poème symphonique Prométhée. Il écrit de 1901 à 1905 Au Jardin de Marguerite — où il a su faire passer l’essentiel de la poésie de Goethe[réf. nécessaire] — et un poème symphonique pour chœur mixte et orchestre : la Sarabande. En 1909, la Suite française triomphe aux Concerts Colonne. La même année, il devient Inspecteur divisionnaire de l'enseignement du chant dans les écoles de la Ville de Paris. Cette année là, il commence à mettre en musique La Ville morte de Gabriele d'Annunzio, sans savoir que ce dernier a demandé à Raoul Pugno et Nadia Boulanger d'écrire la partition.
En 1910, il crée la Pastorale pour orgue lors du concert inaugural de la Société Musicale Indépendante. Seule pièce pour orgue, elle est rarement jouée en France de nos jours, d'une part à cause de sa difficulté. En effet, écrite en 1909, elle est une des pièces de virtuosité du début du XXe siècle. D'autre part, elle a été éclipsée par d'autres styles d'écriture plus récents. Cette œuvre jouit néanmoins d'une grande popularité aux États-Unis. Elle est éditée chez Durand. La même année, il dirige Sur quelques vers de Virgile au Trocadéro. En 1911, son Prélude pour un ballet est créé et attire l'attention de Sergei Diaghilev et Michel Fokine. L'année 1911 voit aussi la mort de la mère de Roger-Ducasse, lui laissant ses sœurs Marguerite et Yvonne à charge. Sa sœur Jeanne est alors mariée et son frère Daniel est mort prématurément en 1908.
Gabriele d'Annunzio lui demande alors d'écrire une partition pour son drame Le Martyre de saint Sébastien, mais Roger-Ducasse refuse et le projet échoit à Claude Debussy.
Roger-Ducasse reçoit la demande d'Alexandre Ziloti, chef d'orchestre à Saint-Pétersbourg, qui lui commande une pièce sur le mythe d'Orphée. Il commence donc à écrire Orphée sur un livret écrit par lui-même et qui suit fort bien le mythe. Cependant, la pièce sera mise de côté durant la Première Guerre mondiale. Des fragments symphoniques seront cependant joués aux concerts Lamoureux le 9 janvier 1914. Ce mimodrame est monté par Léo Staats et interprété par Ida Rubinstein en juin 1926. L’œuvre sera jouée en 1929 à Hanovre où elle aura un grand succès.
Il se lie aussi d'amitié avec Marguerite Long, pianiste virtuose qui crée en 1917 les Variations sur un choral, et dont le mari, Joseph de Marliave, est porté disparu au début de la guerre. Il accueille plusieurs fois la pianiste au Taillan.

### Années de maturité
L'année 1918 voit la mort de Lili Boulanger et de Claude Debussy. Il terminera la Rapsodie pour saxophone en hommage posthume et comme engagement auprès d'Emma Debussy, mais aussi le ballet La Boite à joujoux et les Proses lyriques dont il termine l'orchestration esquissée par Claude Debussy. À partir de cette année-là, la vie musicale reprend autour du Groupe des Six. Entre 1918 et 1920, il compose son Nocturne de printemps, dédié à « ma chère maison des champs » au Taillan-Médoc et qui est créé aux concerts Pasdeloup le 13 janvier sous la direction de Rhené-Baton. En 1919, il compose une Marche française où l’on peut entendre un chant funéraire d’une rare émotion. Roger-Ducasse travaille aussi à une Symphonie sur la cathédrale de Reims, qui s'inspire de la cathédrale que les bombardements ont très largement abimée. Cette symphonie sera écrite pendant plusieurs années, et on en trouve des traces dans sa correspondance avec André Lambinet. Il écrit aussi les Barcarolles, une Romance et un Impromptu pendant ces années-là.
En 1922 est créé, aux concerts Colonne et sous la direction de Gabriel Pierné, Epithalame, commande de Walter Damrosch, chef d'orchestre américain, proche de Nadia Boulanger et fondateur de l'École de musique de Fontainebleau. La même année, il compose, d'après commande de Henry Prunières, un Poème symphonique sur le nom de Gabriel Fauré. L’œuvre sera créée en 1923 aux concerts Pasdeloup.
Cantegril (personnage représentatif du Midi, entouré d’un monde extrêmement vivant) fut une œuvre moins heureuse car elle demandait beaucoup d’interprètes (32 noms) dont les rôles sont écrits avec beaucoup d’exigences. Il en fait son véritable chef-d’œuvre, qui est représenté le 6 février 1931 à l'Opéra-Comique sous la direction de Masson et Ricou avec Roger Bourdin en Cantegril d’une vérité remarquable.
En 1928, il devient Inspecteur principal de l'enseignement du chant dans les écoles de la Ville de Paris, succédant à Auguste Chapuis. L'année suivante, il entre comme professeur de la classe d'accompagnement, où Nadia Boulanger lui succédera. L'année suivante, il reçoit le prix Lasserre, récompensant l'ouvrage le plus brillant de l'année, pour son opéra-comique Cantegril. Il compose alors Deux Chœurs pour voix mixtes et Madrigals créés en 1925 aux concerts Pasdeloup, sous la direction de Rhené-Baton.
Il écrit le poème symphonique avec chœurs Ulysse et les Sirènes en 1937 dirigé aux concerts Lamoureux en 1938 par Eugène Bigot. L’œuvre tout entière sera d’une poésie pénétrante, avec au fond les voix du chœur dans l’orchestre. Un deuxième Quatuor à cordes — son testament musical — est créé à Bordeaux le 24 mai 1953, au château de La Brède.
Il succède en 1935 à Paul Dukas comme professeur de composition au Conservatoire de Paris (Tony Aubin lui succédera en 1946). Il a eu pour élèves Jehan Alain, André Lavagne, Koharik Gazarossian.
Il aura exercé son art simplement avec franchise. Pour certains, il pratiquait le « culte de l’impopularité ». En effet, il ne cherchait pas à plaire mais il était très scrupuleux, n’hésitant pas à détruire des œuvres qui ne lui convenaient pas.

### Relations et correspondances
S'il n'est jamais sorti de France, Roger-Ducasse a entretenu de nombreuses correspondances avec des personnalités du monde artistique et musical français.

## Œuvres
- Petite suite pour piano à 4 mains, 1898[4]
- Deux Rondels, 1899
- Chansons : Les Jets d'eau & Le Cœur de l'Eau (textes de Georges Rodenbach), création 1904
- Suite Française pour orchestre, 1906-1909, création le 28 février 1909
- Variations plaisantes sur un thème grave, 1909, création le 24 janvier 1909, concerts Lamoureux
- Quatuor en ré mineur, 1909, création le 17 décembre 1909
- Deux chœurs pour voix d'enfants (Aux premières clartés de l'aube ; Le joli jeu de furet), 1910, création le 20 mars 1910
- Le joli jeu de furet, scherzo pour orchestre tiré de Deux chœurs pour voix d'enfants
- Pastorale pour orgue, 1900-1910
- Sur quelques vers de Virgile pour chœur de femmes et orchestre, 1910, création le 29 mai 1910
- Sarabande, poème symphonique pour chœur mixte et orchestre, 24 septembre 1910-1911, création le 22 janvier 1911
- Prélude d'un ballet, création en 1911
- Six préludes pour piano, 1906, création en 1912
- Le Cœur de l'eau, deux mélodies sur des poèmes de Georges Rodenbach, 1912, création le 12 mars 1912 aux concerts Durand
- Quatuor avec piano, 1910-1912, création le 26 mars 1912 aux concerts Durand
- Trois motets (création en 1912)
- Au jardin de Marguerite, pour voix solistes, chœur et orchestre, 1901-1906, création le 18 avril 1913 à la Société Nationale de Musique
- Prélude pour piano, 1913
- Orphée, ballet (mimodrame) en trois actes, 31 janvier 1914, Saint-Pétersbourg (version de concert) ; création 11 juin 1926, Opéra de Paris.
- Nocturne de printemps, 1918-1920, création le 13 janvier 1920 aux concerts Pasdeloup
- Épithalame, 1922, création le 4 février 1922 aux concerts Colonne
- Poème symphonique sur le nom de Gabriel Fauré, 1922-1923, création le 22 avril 1923
- Romance, violoncelle et piano (création en 1923)
- Soir, Printemps et Madrigal pour voix mixtes, 1925, création le 15 février 1925 aux concerts Pasdeloup
- Cantegril, opéra-comique, livret de Raymond Escholier (1931)
- Ulysse et les Sirènes, 1938, création le 20 février 1938 aux concerts Lamoureux
- Symphonie sur la cathédrale de Reims détruite par l'auteur

#### Ouvrages généraux
- Amis de Roger-Ducasse (Bordeaux), Catalogue de l'œuvre de Roger-Ducasse, impr. Clèdes, 1955 (OCLC 493300004, lire en ligne),
- André Cœuroy, La musique française moderne : Quinze musiciens français, publisher not identified, 1922 (OCLC 123713837, lire en ligne),
- Gustave Samazeuilh, Musiciens de mon temps : Chroniques et souvenirs, Paris, Éditions Marcel Daubin, 1947, 430 p., p. 191-197.

#### Monographies et correspondance
- Laurent Ceillier, Roger-Ducasse : Le musicien, l'œuvre, Paris, Éditions Durand, 1920, 87 p. (lire en ligne)premier ouvrage consacré au compositeur

Le médecin bordelais Jacques Depaulis a consacré une thèse importante sur la vie et l'œuvre de Jean Roger-Ducasse, et travaillé à une édition d'une partie de sa correspondance :
- Jacques Depaulis, Roger-Ducasse, un élève fervent de Gabriel Fauré (Thèse en histoire de la musique), 1992 ;
- Jacques Depaulis, Roger-Ducasse, Anglet, Éditions Séguier, coll. « Carré Musique », 2001, 154 p. (ISBN 2-84049-252-0)reprenant les éléments de sa thèse de 1992 ;
- Jean Roger-Ducasse, Lettres à son ami André Lambinet, Paris, Mardaga, 2001, 246 p. (ISBN 978-2-87009-776-2, lire en ligne) ;
- Jean Roger-Ducasse, Lettres à Nadia Boulanger, Mardaga, 1999 ;
- Jean Roger-Ducasse, Lettres à Marguerite Long et à son mari, Joseph de Marliave, Université de Paris-Sorbonne, 2007.

#### Articles
- Jacques de Feytaud, Roger-Ducasse (1958 - Musica n°46).

#### Dictionnaires et encyclopédies
- Theodore Baker, Alain Paris et Marie-Stella Pâris, Dictionnaire biographique des musiciens, R. Laffont, 1995 (ISBN 2-221-90103-7, 978-2-221-90103-8 et 2-221-06510-7, OCLC 896013421, lire en ligne)